# Algodoo
Algodoo（日：あるごどぅ）は、Algoryxシミュレーション(AB)が 2次元の物理演算シミュレーションソフトとして開発を行っているソフトウェアで、Phunの後継である。

## 概要
2009年9月1日にシェアウェアとして公開された。教育ツールとし、タッチ画面のコンピュータや加速度センサを搭載したコンピュータ、インテルのクラスメイトPC用の機能を多く持っている。物理学はSPOOKと呼ばれるClaude Lacoursièreの線形制約ソルバに基づいている。
始めは29ユーロのシェアウェアな上、試用可能時間が15時間までだった。その後、キャンペーンで価格を値下げしていき(最終的には2.99ユーロまで値下げされた)また、試用可能時間が1ヶ月まで延ばされた。最終的には2013年4月17日のバージョン2.1.0からドネーションウェア(寄付歓迎のフリーウェア)になった。同日、iPad版Algodooが公開されたが、こちらは4.99ドルのシェアウェアである。

## シミュレーション
アルゴドゥにおけるシミュレーションでは、主に以下のツールと機能が与えられている。
ツール
図形操作・編集系
スケッチツール・移動ツール・回転ツール・カッターツール・ドラッグツール・拡大縮小ツール・テクスチャツール
図形作成系
ブラシツール・消しゴムツール・ポリゴンツール・歯車ツール・ボックスツール・サークルツール・平面ツール・チェーンツール
アタッチメント作成系
バネツール・固定ツール・回転軸ツール・スラスターツール・レーザーポインタツール・トレーサーツール
機能
CSG・速度の変更・引力・屈折率・キラー/不死のオブジェクト・図形の切断・液状化・スクリプト
これらのツール・機能を用いることで、多様なシーンを作成することができる。
アルゴドゥでは図形・アタッチメントなどに対して下記のパラメータを設定することができる。
図形に関して
密度（質量）・摩擦係数・反発係数・屈折率・引力衝突のレイヤー・コントローラの加速度・削除/鏡映のキー・テクスチャ（ユーザーは図形上に画像を配置できる）・色および透明度
レーザーポインタに関して
レーザー光の速さ・色・届く距離
回転軸やモーターに関して
色・回転速度・回転の強さ・衝撃耐性・操作するキー
バネについてバネ定数・減衰定数・自然長
トレーサーについて軌跡の色と太さ・軌跡が消えるまでの時間

その他
重力加速度・空気の粘性抵抗係数・空気の慣性抵抗係数
これらのパラメータを自由に設定できるため、多様なシミュレーション結果を得ることができる。

## ユーザーが作成したシーン
ユーザーは公式のシーン共有サイトAlgoboxでシーンを共有することが可能である。2016年11月現在、100,000件以上のシーンデータが公開されている。